# Stethojulis bandanensis
Stethojulis bandanensis és una espècie de peix de la família dels làbrids i de l'ordre dels perciformes.

## Morfologia
Els mascles poden assolir els 15 cm de longitud total.

## Distribució geogràfica
Es troba des de l'est de l'Índic fins a l'oest d'Austràlia (incloent-hi l'Illa Christmas i el Mar d'Andaman), des del Japó fins a Nova Gal·les del Sud (Austràlia) i al Pacífic oriental (incloent-hi Clipperton i les Illes Galápagos).